# لورا سمولدرز
لورا سمولدرز (بالهولندية: Laura Smulders)‏ هي دراج هولندية. شاركت في دورة الألعاب الأولمبية الصيفية وفازت بميدالية أولمبية.

## الميداليات
| الميدالية | المسابقة                       |
| --------- | ------------------------------ |
| برونزية   | الألعاب الأولمبية الصيفية 2012 |

## روابط خارجية
- لورا سمولدرز على موقع الاتحاد الدولي للدراجات (الإنجليزية)
- لورا سمولدرز على موقع أرشيف الدراجات (الإنجليزية)
- لورا سمولدرز على موقع CycleBase (الإنجليزية)
- لورا سمولدرز على موقع نتائج كأس العالم لسباقات دراجات (بي.أم.إكس) (الإنجليزية)
- لورا سمولدرز على موقع اللجنة الأولمبية الدولية (الإنجليزية)
- لورا سمولدرز على موقع أوليمبيديا (الإنجليزية)
- لورا سمولدرز على موقع تيم أن.أل (الهولندية)